# Rosa Jutglar
Rosa Jutglar Gallart (25 de gener de 1900, Savassona, Tavèrnoles, Barcelona - 27 de juliol de 1936, Castellgalí) fou una religiosa catalana de les Dominiques de l'Anunciata, martiritzada i morta durant la persecució religiosa de la Guerra civil espanyola. Fou beatificada per Benet XVI el 2007, la seva festa se celebra el 6 de novembre.

## Biografia
Realitzà els estudis primaris al col·legi de les Dominiques de l'Anunciata de Folgueroles, treballà en una fàbrica i entrà a la congregació el 19 de març de 1920. Professà el 30 de setembre de 1921. La seva única destinació fou Manresa, des de l'any 1921. S'ocupava de la secció d'infants.
El 26 de juliol de 1936 un grup de milicians registrà el domicili de Manresa on es trobava refugiada amb la germana Reginalda Picas, foren objecte de burles i de propostes deshonestes, elles, emperò, es mostraren fermes en la fe i disposades al martiri. L'endemà, el 27 de juliol, foren detingudes en una altra casa on s'havien refugiat i les mataren a Castellgalí.